# Peter Klein (Journalist)

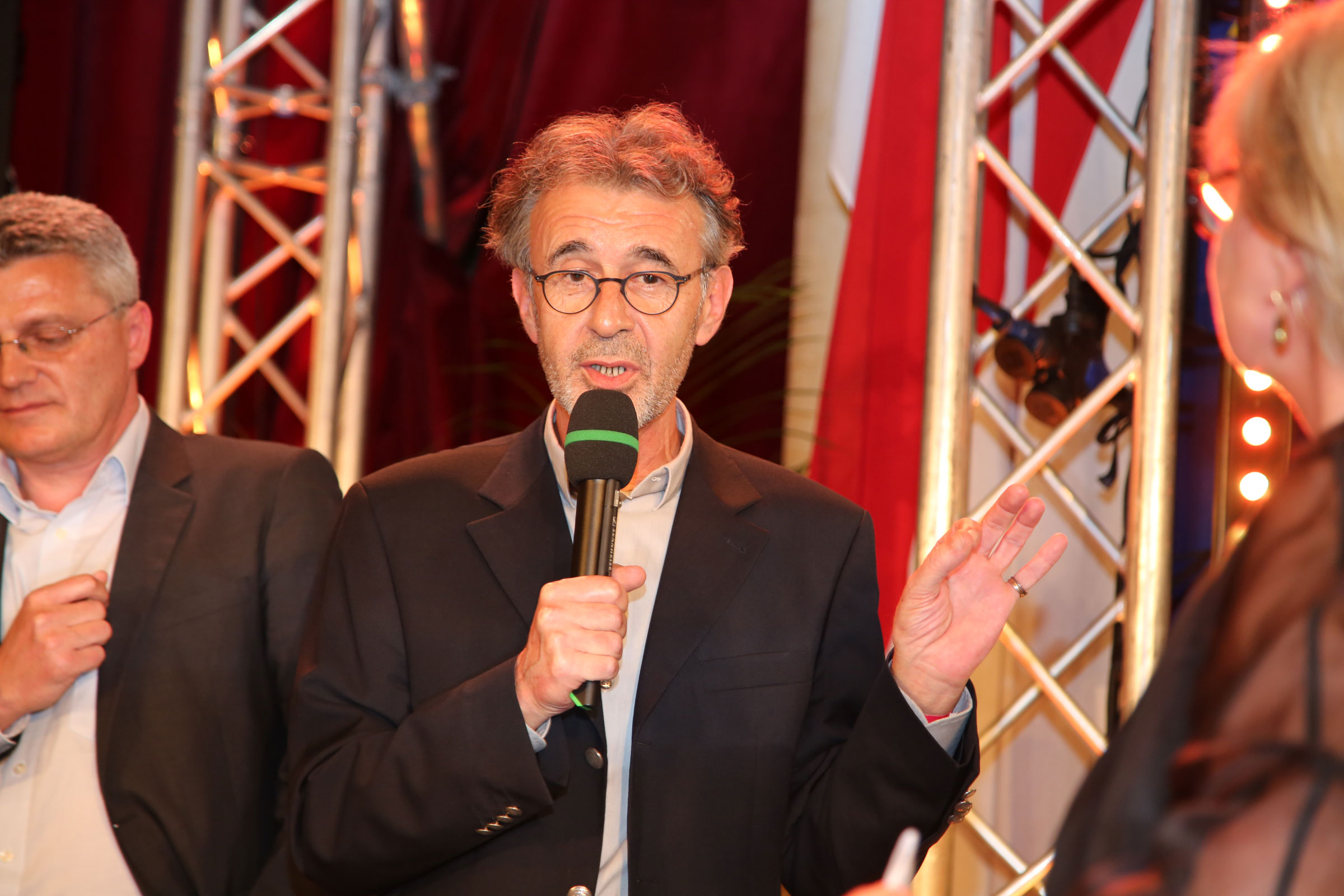
Peter Klein (2015)

Peter Klein (* August 1953 in Bruck an der Mur) ist ein österreichischer Journalist und Hörfunkredakteur.

## Leben
Peter Klein wurde im August 1953 als Sohn rumänisch-deutscher Einwanderer (Zipser Sachsen) in Bruck an der Mur geboren und wuchs in Turnau auf. In Zusammenarbeit mit der damaligen Maturantin Simone Diepold vom BG/BRG Bruck an der Mur veröffentlichte er 2021 das Buch Die Zipser in Turnau – Von Flucht und Ankunft, für das Diepold unter anderem den Tremel-Preis und zahlreiche weitere Auszeichnungen erhielt.
Nach einer Ausbildung zum Volksschullehrer studierte er Psychologie und Politikwissenschaft an der Universität Innsbruck, wo er 1980 promovierte. Im gleichen Jahr zog er zu seiner damaligen Lebensgefährtin nach Vorarlberg und kam als freier Mitarbeiter zum ORF – damals zum Landesstudio Vorarlberg –, wo er sich als Autor von Dokumentationen und Hörspielen (etwa „March Movie“, gemeinsam mit Michael Köhlmeier) einen Namen machte. Daneben war er als Universitätslektor für Sozialwissenschaft tätig. 
1999 übernahm Klein die Leitung der Redaktion „Features & Feuilleton“ im Kultursender Österreich 1 (Ö1). Im Mai 2007 wurde er zum Leiter des Ressorts  „Literatur, Hörspiel und Feature“ bestellt. 2014 übernahm er zunächst interimistisch als Programmchef die Leitung von Ö1, die offizielle Bestellung in dieser Funktion erfolgte 2016. Im September 2017 wurde er zum Programmleiter/Channelmanager von Radio Ö1 bestellt. Ende Juli 2019 ging er in Pension. Als Ö1-Channelmanager folgte ihm Martin Bernhofer nach.
Neben Richard Goll und Alfred Treiber hat Peter Klein die Entwicklung des Radio-Features in Österreich maßgeblich geprägt.

## Schriften
- Das Radio-Feature in Österreich. In: Udo Zindel und Wolfgang Rein (Hrsg.): Das Radio-Feature. Incl. CD mit Hörbeispielen. 2. Aufl. UVK, Konstanz 2007, ISBN 978-3-89669-499-7. (Kurzbiografien auf S. 389).
- „Die ungenutzte Chance. Warum das Hörspiel viel kann und zu wenig leistet.“ In: Helmut Peschina (Hrsg.): HÖR!SPIEL. Stimmen aus dem Studio. Maske und Kothurn. Böhlau, Wien 2013, ISBN 978-3-205-78892-8.
- Rauch, Roman, Milena-Verlag, Wien 2025, ISBN 978-3-903460-37-9.